# عالم نسوان
عالم نسوان مجله‌ای بود که توسط انجمن فارغ‌التحصیلان مدرسه دخترانه آمریکایی تهران چاپ می‌شد. نخستین شمارهٔ آن در سال ۱۳۰۰ منتشر شد. انتشار نشریۀ عالم نسوان دوازده سال و سه ماه ادامه یافت. آخرین شمارۀ آن در سال ۱۳۱۲ (۱۹۳۳ میلادی) منتشر شد.
موضوع مقاله‌ها گسترده بود و شامل گزارش‌های پزشکی، ترفندهای خانه‌داری، مد لباس در غرب، آثار ادبی و اخبار جنبش‌های فمینیستی جهان می‌شد.  روی جلد هریک از شماره‌های نشریۀ عالمِ نِسوان، شعر یا عبارتی درج می‌شد که پیام جنبش اجتماعی زنان و برابری زنان با مردان را نوید می‌داد.
این مجله به چاپ مطالبی در تقبیح ازدواج زودهنگام دختران، نبود حقوق سیاسی زن در ایران، و حجاب هم می‌پرداخت. به‌ویژه در سال‌های آخر دست به انتقادهای تندی از شرایط بد زنان می‌زد.

پس از آنکه کشف حجاب ازسوی رضاشاه اعلام شد، چاپ این مجله متوقف گردید. توقف انتشار این مجله را بی‌ارتباط به صراحت لهجهٔ آن ندانسته‌اند. از دلایلی که برای عمرِ به‌نسبت دراز مجله برشمرده‌اند، وابستگی‌اش به مدرسهٔ دخترانهٔ آمریکایی در تهران در زمان فعالیتش است.